# Goodfield (Illinois)
Goodfield est un village situé en limite des comtés de Tazewell et de Woodford dans l'Illinois, aux États-Unis,. Le village est incorporé le 25 avril 1957. Le village était initialement connu en tant que ville de Guthville, en référence à son fondateur, John Guth. Il est fondé en 1888.

## Démographie
Lors du recensement de 2010, le village comptait une population de 860 habitants. Elle est estimée, en 2016, à 983 habitants.

### Source de la traduction
- (en) Cet article est partiellement ou en totalité issu de l’article de Wikipédia en anglais intitulé « Goodfield, Illinois » (voir la liste des auteurs).